# Marcello Ferrari
Marcello Ferrari (Bolzano, 16 novembre 1935) è un politico italiano.

## Biografia
Funzionario della provincia autonoma di Bolzano, fu per due volte sindaco democristiano di Bolzano: il primo mandato, iniziato il 1º ottobre 1985, fu interrotto il 30 agosto 1988 dalla sentenza del Consiglio di Stato che annullava quelle elezioni.
Per il suo secondo mandato subentrò a Valentino Pasqualin, deceduto dopo ottantanove giorni in carica da sindaco, il 21 novembre 1989.
Era stato eletto per la prima volta in consiglio comunale nel 1969, e successivamente era stato per due mandati assessore, una prima volta (1975-1980) all'istruzione, sport, studi e cultura, ed una seconda (1980-1985) all'urbanistica.